# Innocence (Oper)
Innocence (deutsch: ‚Unschuld‘) ist eine Oper in fünf Akten von Kaija Saariaho (Musik) mit einem Libretto von Sofi Oksanen (finnisches Original) und Aleksi Barrière (mehrsprachige Fassung). Die Uraufführung fand am 3. Juli 2021 im Rahmen des Festivals d’Aix-en-Provence im Grand Théâtre de Provence statt.

## Handlung

### Kurzfassung
Die Oper handelt von den Nachwirkungen eines (fiktiven) Schulmassakers Anfang der 2000er Jahre. Dabei erschoss ein Schüler einer internationalen Schule in Helsinki zehn Mitschüler und eine Lehrerin mit einer Waffe aus dem Schrank seines Vaters. Da er noch minderjährig war, wurde der Täter nicht gerichtlich verurteilt, sondern erhielt eine psychiatrische Behandlung. Die Rahmenhandlung der Oper spielt zehn Jahre später auf der Hochzeit seines jüngeren Bruders Tuomas. Dessen Braut Stela, die er in Rumänien kennenlernte, weiß nichts von der Tat. Die kurzfristig als Ersatz für eine erkrankte Kollegin eingesprungene Kellnerin Tereza allerdings erkennt die Zusammenhänge sofort, da ihre eigene Tochter Markéta eines der Opfer war. Sie erfährt aus einem mitangehörten Gespräch, dass der Täter kürzlich entlassen wurde und unter anderem Namen ein neues Leben führt. Er wurde allerdings nicht zur Feier eingeladen. Von ihren Gefühlen überwältigt, bricht die Kellnerin zusammen, und sie stellt die Schwiegereltern Henrik und Patricia zur Rede. Ihr Verhalten erschreckt Stela, die nun ebenfalls eine Erklärung verlangt und so von der Tat ihres Schwagers erfährt. Obwohl sie bereit ist, die Lügen der Familie zu verzeihen, beendet Tuomas die Beziehung, da er einsieht, dass er sich trotz aller Bemühungen nicht von der Vergangenheit lösen kann.
Das Massaker wird nicht direkt gezeigt. Der konkrete Ablauf wird erst in Form von Erinnerungen und Selbstgesprächen der verschiedenen Personen deutlich. Nach und nach kommt heraus, dass auch der Bruder und die anderen Beteiligten nicht völlig schuldlos sind. Die Eltern, die Lehrer und der Priester machen sich Vorwürfe, die Vorzeichen nicht rechtzeitig erkannt zu haben. Tuomas und die Freundin des Täters hatten persönlich an den Waffenübungen und Vorbereitungen teilgenommen und waren erst in letzter Sekunde vor der eigentlichen Tat zurückgeschreckt. Die Mitschüler hatten den späteren Schützen schwer gemobbt.

### Erster Akt
Prelude.
Szene 1: Die Nachwirkungen. Zehn Jahre nach dem Attentat leiden die überlebenden Mitschüler Anton, Jerónimo und Lilly noch immer unter psychischen Problemen. Die damals erschossene Markéta wandelt wie ein Geist zwischen ihnen umher.
Szene 2: Die Hochzeit. Stela erzählt, dass sie ihren Mann in Bukarest kennenlernte und sich in Finnland erst einleben musste. Sein Vater Henrik meint, dass sich Tuomas seitdem positiv verändert habe. Seine Mutter Patricia heißt sie als neues Familienmitglied willkommen. Die Aushilfskellnerin Tereza wirkt psychisch angeschlagen.
Szene 3: Die Nachwirkungen. Die Lehrerin erinnert sich an ihre Zeit an der internationalen Schule und ihre damaligen Pläne, die durch das Massaker zerstört wurden. Die einstigen Schüler Alexia, Jerónimo und Anton denken an die Veränderungen in ihrem eigenen Leben.
Szene 4: Die Hochzeit. Patricia ist erleichtert, dass zumindest ein Mitglied ihrer Familie wieder zum Glück finden konnte. Henrik zweifelt, ob es richtig war, Stela die Vergangenheit zu verschweigen. Patricia befürchtet, dass Stela ihren Sohn verlassen könnte, wenn sie davon wüsste. Wenn sie es erst später erfahren würde, wäre sie bereits in der Familie etabliert.

### Zweiter Akt
Szene 5: Die Hochzeit. Tereza hat erst nach der Ankunft im Lokal festgestellt, dass sie die Familie des Mörders ihrer Tochter bedienen soll.
Szene 6: Die Nachwirkungen. Jerónimo, Alexia, Anton und die Lehrerin können die Vergangenheit nicht vergessen. Letztere musste sogar ihren Beruf aufgeben.
Szene 7: Die Hochzeit. Patricia überlegt, ihren ältesten Sohn doch noch zur Feier einzuladen. Ihr Mann will davon nichts wissen. Für ihn gehört er nicht mehr zur Familie. Anschließend spricht Henrik mit Tereza im Allgemeinen über ein Problem mit seinem ältesten Sohn. Er glaubt, er habe ihn falsch erzogen. Tereza muss an ihre Tochter Markéta denken.
Szene 8: Die Nachwirkungen. Tereza und die geisterhafte Markéta denken an ihr früheres Leben zurück. Tereza führt ihren Tagesablauf noch immer so, als ob ihre Tochter noch lebte. Sie beneidet die Familie des Täters, die jetzt offenbar einen normalen Alltag führt.
Szene 9: An jenem Morgen. Anton, die Lehrerin, Iris, Markéta und Tereza rekapitulieren den Ablauf des Massakers. Für diesen Tag war eine Prüfung geplant. Iris hatte nicht schlafen können, weil sie um das Geheimnis ihres Freundes wusste. Markéta hatte sich ein Lied ausgedacht, das ihre Mutter nie hören konnte.

### Dritter Akt
Szene 10: Die Hochzeit. Stela bittet Tereza, ihr mit der Schleppe zu helfen. Tereza erwähnt, dass ihre eigene Tochter niemals heiraten werde. Sie fragt Stela nach dem Bruder des Bräutigams. Von dem hat Stela noch nie etwas gehört. Sie glaubt auch nicht an ein Geheimnis in dieser Familie, die ihr, die im Waisenhaus aufgewachsen ist, vorbildlich scheint. Tereza ist erschüttert, dass die Familie die Vergangenheit hinter sich gelassen hat. Sie gönnt ihnen dieses Glück nicht. Tuomas holt seine Braut zum Tanz ab.
Szene 11: Es. Jerónimo und Lilly denken an ihre Reaktionen während des Massakers zurück. Beide fühlen sich schuldig, weil sie sich retteten, ohne sich um ihre Mitschüler zu kümmern. Markéta erzählt, dass nur Anna, die Klassenbeste, nicht davonlief, sondern mit dem Schützen sprechen wollte. Sie wurde getötet. Auch Anton weiß von einem Mitschüler, der sich dem Täter entgegenstellte. Die Schüler und die Lehrerin berichten, wie die einzelnen Opfer ums Leben kamen.
Szene 12: Die Hochzeit. Der Priester versucht, Patricia ihre Schuldgefühle zu nehmen. Er wäre bereit, ihrem Sohn bei der Wiedergutmachung zu helfen. Auch den Priester hat die Tat zutiefst erschüttert. Er hält seine eigenen Trostworte für Lügen, da er schon Jahre vor dem Massaker eine gewisse Gefühllosigkeit und Grausamkeit an dem Jungen bemerkt hatte, ohne es jemandem mitzuteilen.
Szene 13: Die Nachwirkungen. Die Schüler, Markéta und die Lehrerin erinnern sich an die Gedenkfeier nach dem Massaker, die Spekulationen über den Grund und die leeren Versprechungen der Politiker.
Szene 14: Die Hochzeit. Henrik ist Terezas Verhalten aufgefallen. Er spricht sie in der Küche darauf an und erkennt sie jetzt wieder. Tereza macht ihm schwere Vorwürfe, da ihre Tochter mit seiner Waffe getötet wurde.

### Vierter Akt
Szene 15: In jener Nacht. Die Schüler denken an den Abend nach der Tat und die Reaktionen ihrer Eltern und Nachbarn zurück. Die Lehrerin glaubt, sie hätte in den Aufsätzen des Täters bereits Vorzeichen erkennen können. Später habe sie über sämtliche Formulierungen in den Schülerarbeiten gründlich nachgedacht, bis sie merkte, dass sie ihren Beruf nicht mehr ausüben konnte.
Szene 16: Die Hochzeit. Henrik erzählt seinem Sohn von Tereza. Sie wissen nicht, wie sie damit umgehen sollen.
Szene 17: Vor der Schießerei. Iris erinnert sich an ihre eigene Beziehung mit dem Täter, die von makaberen Spielen geprägt war. Sie hatten das Massaker gemeinsam geplant und dafür trainiert.
Szene 18: Die Hochzeit. In Gegenwart von Tuomas und Patricia klärt Tereza Stela über die Tat ihres Schwagers auf. Sie macht Patricia Vorwürfe. Diese entgegnet, dass auch Markéta kein Engel gewesen sei, sondern ihren Sohn mit Spottliedern gedemütigt hatte.
Szene 19: Vor der Schießerei. Markéta erzählt, dass Lilly sie um ein Lied über diesen „Froschjungen“ gebeten hatte, um den anderen auf diese Weise zu verstehen zu geben, weshalb sie mit ihm „Schluss gemacht“ hatte. Iris wirft Lilly vor, mit seinen Gefühlen gespielt zu haben. Anschließend hätten die anderen Schüler ihn im Duschraum weiter entwürdigt, ihn gefilmt und ausgelacht.

### Fünfter Akt
Szene 20: Die Hochzeit. Stela versteht jetzt bestimmte Verhaltensweisen ihres Mannes, die ihr zuvor aufgefallen waren. Tuomas erklärt ihr, weshalb er darüber geschwiegen hatte. Er wollte, dass sie ihn selbst sieht und nicht den Bruder des Mörders. Stela glaubt, sie sei für ihn nicht mehr als ein „Neubeginn“. Einen solchen kann es jedoch nicht geben, solange er sich selbst für mitschuldig hält.
Szene 21: Eine Dreierbande / Die Hochzeit. Erst am Morgen vor der Tat kamen Iris Bedenken. Sie und ihr Freund hatten geplant, sich anschließend selbst zu töten. Doch das hätte bedeutet, dass sie danach an denselben Ort gekommen wären wie die Opfer. Ihr Freund wollte jedoch auch ohne sie weitermachen und ging mit seinem Bruder zur Schule. Iris erinnert sich daran, dass ihr Stiefvater, eines der Opfer, sie zuvor sexuell belästigt hatte.
Szene 22: Die Hochzeit. Der Priester fordert Tuomas auf, die Vergangenheit endlich hinter sich zu lassen. Er selbst werde häufig bei ähnlichen Taten von der Polizei um Rat gebeten, könne aber keine ausreichenden Antworten geben. Nur die Liebe könne helfen. Tuomas sieht keine Zukunft mehr für sich und Stela.
Szene 23: Nach der Schießerei. Iris erzählt Tuomas, dass sie die Schießübungen seines Bruders gefilmt und die Aufnahmen anonym ins Internet gestellt hatte. Sie glaubt, dass dadurch Nachahmer motiviert würden, es besser zu machen. Tuomas hatte von der Wut seines Bruders gewusst und selbst an den Übungen teilgenommen. Nach der Tat vernichtete er alle Beweise darüber. Er und Iris glauben, versagt zu haben, während sein Bruder sein Ziel erreichte.
Szene 24: Die Hochzeit. Der Priester rät Tuomas erneut, auf die Liebe zu vertrauen. Stela versichert ihm, dass sie sich in ihn selbst verliebt habe, nicht in seine Familie. Tuomas jedoch gesteht, dass er mit seinem Bruder und Iris zusammen zu den Schießübungen in die Kiesgrube gegangen sei. Er habe an jenem Morgen selbst eine Waffe getragen, um an der Hintertür auf die Fliehenden zu schießen. Er habe dies jedoch nicht über sich gebracht und sei mit ihnen zusammen fortgerannt. Er hätte alles verhindern können.

### Epilog
Szene 25: Die Zukunft. Die Schüler erzählen, wie die Tat ihr Leben verändert hat und sie allmählich wieder ins Leben zurückfanden. Markéta fordert ihre Mutter auf, sie und die Vergangenheit endlich loszulassen.

## Gestaltung

### Musik
Die fünf Akte werden laut Angabe in der Partitur ohne Pause gespielt. Die Rückblenden in den Erinnerungen der Schüler können ggf. von Kinderdarstellern übernommen werden. Das Massaker selbst soll unter keinen Umständen auf der Bühne gezeigt werden. Die konkreten Orte und Zeiten sind bewusst offengelassen. Es ist auch nicht festgelegt, ob die Charaktere miteinander sprechen oder Selbstgespräche führen.
Die Vokalstile der verschiedenen Charaktere sind höchst differenziert. Während die Mitglieder der Hochzeitsgesellschaft auf übliche Weise singen, sind die überlebenden Schüler des Massakers und die Lehrerin Sprechrollen oder verwenden eine Mischung aus Sprache und Gesang. Da es sich um eine internationale Schule handelt, hat jeder von ihnen eine andere Sprache. Die geisterhafte Markéta ist eine Folk-Sängerin, die in starkem Kontrast zu den anderen steht. Außerdem gibt es gelegentlich einen unsichtbaren Hintergrund-Chor, der möglicherweise die Geister der Ermordeten oder Stimmen innerhalb der Köpfe der Charaktere repräsentiert. Die Gesangspartien haben Rezitative und Arien. Jedem dieser Charaktere ist ein ausgedehnter Monolog oder eine Arie zugewiesen.
Das Vorspiel zum ersten Akt wirkt wie ein Konzert für Orchester mit kurzen instrumentalen Solo-Passagen beispielsweise von den Holzbläsern oder dem Klavier. Die als „Es“ („It“) bezeichnete elfte Szene im dritten Akt beschrieb Alex Ross im New Yorker als eine der aufregendsten („most unnerving“) Szenen, die er im Theater erlebt hatte: Der Chor singe in wankenden Rhythmen „When it happened“ (‚Als es geschah‘), wobei das tiefe Klavier und die Kontrabässe jede einzelne Silbe betonten. Dazu schlage eine Rahmentrommel schnelle Sechzehntelnoten, und zwei Trompeten spielten eine Reihe schneller kreischender Aufwärts-Glissandi. Dann breche das Orchester-Chaos abrupt ab; und die Soprane oszillierten flau zwischen den Tönen As und G, bevor das Schlagwerk den brutalen Rhythmus wieder aufnehme.

### Orchester
Die Orchesterbesetzung der Oper umfasst die folgenden Instrumente:
- Holzbläser: drei Flöten (alle auch Piccolo, 3. auch Altflöte), drei Oboen, drei B-Klarinetten (3. auch Bassklarinette), drei Fagotte (3. auch Kontrafagott)
- Blechbläser: vier Hörner in F, zwei Trompeten in C, drei Posaunen, Tuba
- Pauken und Becken
- Schlagzeug (vier Spieler):
  - I) Glockenspiel, Crotales, zwei Holzblocks, Triangel, hängendes Becken (klein), große Trommel, Tamburin, Mark Tree, kleine Trommel, Maracas, Tomtom
  - II) Vibraphon, Xylophon, Tomtom, Rahmentrommel, kleine Trommel, Wood Chimes, hängendes Becken (mittelgroß)
  - III) Marimba, Crotales, Tamtam, zwei hängende Becken (klein, groß), kleine Trommel, große Rahmentrommel, Triangel, Kuhglocke, Cabasa
  - IV) Röhrenglocken, große Trommel, kleine Trommel, Schlitztrommel, Glass Chimes, Triangel, Güiro, Holzblock, kleine Finger-Zimbel mit Triangelstab, chinesisches Tomtom, Sizzle-Becken mit Kette, hängendes Becken (groß), Glockenbaum
- Harfe
- Klavier, Celesta
- Streicher: höchstens vierzehn Violinen 1, zwölf Violinen 2, zehn Bratschen, acht Violoncelli, sechs Kontrabässe

## Werkgeschichte
Innocence ist die fünfte Oper der finnischen Komponistin Kaija Saariaho. Sie entstand infolge eines gemeinschaftlichen Auftrags des Festivals d’Aix-en-Provence, der Niederländischen Nationaloper, der Finnischen Nationaloper, des Royal Opera House Covent Garden und der San Francisco Opera. Die finnische Urfassung des Librettos verfasste Sofi Oksanen. Es wurde anschließend von Aleksi Barrière mit Unterstützung von Camilla Hoitenga (Englisch), Linda Dušková (Tschechisch), Carlos Alberto Pérez Tabares (Spanisch), Isabelle Kranabetter (Deutsch), Viktor Sjöström (Schwedisch), Eleni Podara (Griechisch) und David Kozma (Rumänisch) sowie den Mitwirkenden der Uraufführung in die mehrsprachige Fassung übertragen. In Interviews erwähnte die Komponistin, dass sie von Leonardo da Vincis Gemälde Das letzte Abendmahl inspiriert worden sei. Auch habe sie die Oper nach zwei wichtigen expressionistischen Werken des frühen zwanzigsten Jahrhunderts modelliert: Richard Strauss’ Elektra und Alban Bergs Wozzeck.
Saariaho vollendete die Komposition bereits 2018. Die Uraufführung fand aufgrund der Maßnahmen gegen die COVID-19-Pandemie ein Jahr später als ursprünglich vorgesehen am 3. Juli 2021 im Grand Théâtre de Provence in Aix statt. Susanna Mälkki dirigierte das London Symphony Orchestra und den Estnischen Philharmonischen Kammerchor. Die Inszenierung stammte von Simon Stone, die Bühne von Chloe Lamford, die Kostüme von Mel Page, das Lichtdesign von James Farncombe und die Choreografie von Arco Renz. Es sangen Magdalena Kožená (Kellnerin/Tereza), Lilian Farahani (Braut/Stela), Sandrine Piau (Schwiegermutter/Patricia), Markus Nykänen (Bräutigam/Tuomas), Tuomas Pursio (Schwiegervater/Henrik), Jukka Rasilainen (Priester), Lucy Shelton (Lehrerin), Vilma Jää (Schülerin 1/Markéta), Beate Mordal (Schülerin 2/Lilly), Julie Hega (Schülerin 3/Iris), Simon Kluth (Schüler 4/Anton), Camilo Delgado Díaz (Schüler 5/Jerónimo) und Marina Dumont (Schülerin 6/Alexia). Ein Video-Mitschnitt der Produktion wurde von Arte Concert im Internet bereitgestellt.
Die Produktion war ein großer Erfolg beim Premierenpublikum und erhielt überwiegend hervorragende Kritiken, sowohl für das Libretto und die Musik als auch für die Inszenierung und die Interpreten. Peter Krause beschrieb Saariahos Komposition in der Opernwelt als „gut ausgehört, effektsicher und konzise“. Sie entfalte „in bester expressionistischer Tradition einen subkutanen Sog“. Die beiden Zeitebenen seien in dem „zweigeschossigen Horrorhaus geschickt vereint“. Alex Ross vom New Yorker nannte die Oper einen „monumentalen Ruf gegen Waffengewalt“. Roberto Becker von der Deutschen Bühne empfand die Musik als „gemäßigt modern“. Sie nutze „die Möglichkeiten des großen Orchesters für einen vollen Klang, der eine beklemmende Atmosphäre imaginier[e], die Handlung vorantreib[e] und alle 13 Charaktere zur Geltung bring[e]“ und packe „durch den Inhalt und die Spannung, die sie transportier[e] im Bündnis mit den Hörern, und nicht, indem sie auf Konfrontationskurs zu deren Erwartungen geh[e]“. Michael Stallknecht von der Neuen Zürcher Zeitung bemängelte allerdings, „dass der Klang keine Eigenrechte gegenüber dem Wort anmeld[e]“. Die Oper sei ein „brauchbarer Vorabendkrimi mit ordentlich gemachter, aber bedeutungsloser Begleitmusik“.
Die weltweit zweite Produktion und deutsche Erstaufführung fand am 28. September 2024 am Musiktheater im Revier in Gelsenkirchen statt. Regie führte Elisabeth Stöppler, das Bühnenbild entwarf Ines Nadler. Valtteri Rauhalammi dirigierte die Neue Philharmonie Westfalen. Es sangen Hanna Dóra Sturludóttir (Kellnerin/Tereza), Margot Genet (Braut/Stela), Katherine Allen (Schwiegermutter/Patricia), Khanyiso Gwenxane (Bräutigam/Tuomas), Benedict Nelson (Schwiegervater/Henrik), Philipp Kranjc (Priester), Anke Sieloff (Lehrerin), Erika Hammerberg (Schülerin 1/Markéta), Bele Kumberger (Schülerin 2/Lilly), Elisa Marcelle Berrod (Schülerin 3/Iris), Sebastian Schiller (Schüler 4/Anton), Pablo Antonio Alvarado Mejia (Schüler 5/Jerónimo) und Danai Simantiri (Schülerin 6/Alexia).
In derselben Spielzeit, am 15. März 2025, fand die Premiere einer weiteren Produktion des Stücks an einem deutschen Opernhaus statt: Unter der musikalischen Leitung von Maxime Pascal zeigte die Dresdner Semperoper Innocence in einer Inszenierung von Lorenzo Fioroni. Die Hauptrollen übernahmen Paula Murrihy (Die Kellnerin/Tereza), Rosalia Cid (Braut/Stela), Anu Komsi (Die Schwiegermutter/Patricia), Mario Lerchenberger (Der Bräutigam/Tuomas) und Markus Butter (Der Schwiegervater/Henrik).

## Aufnahmen
- 10. Juli 2021 – Susanna Mälkki (Dirigentin), Simon Stone (Regie), Chloe Lamford (Bühne), Mel Page (Kostüme), James Farncombe (Licht), Arco Renz (Choreografie), London Symphony Orchestra, Estnischer Philharmonischer Kammerchor.
 Magdalena Kožená (Kellnerin/Tereza), Lilian Farahani (Braut/Stela), Sandrine Piau (Schwiegermutter/Patricia), Markus Nykänen (Bräutigam/Tuomas), Tuomas Pursio (Schwiegervater/Henrik), Jukka Rasilainen (Priester), Lucy Shelton (Lehrerin), Vilma Jää (Schülerin 1/Markéta), Beate Mordal (Schülerin 2/Lilly), Julie Hega (Schülerin 3/Iris), Simon Kluth (Schüler 4/Anton), Camilo Delgado Díaz (Schüler 5/Jerónimo), Marina Dumont (Schülerin 6/Alexia).
 Video; live aus dem Grand-Théâtre de Provence, Aix-en-Provence; Mitschnitt der Uraufführungsproduktion.
 Videostream auf Arte Concert.[8]